# Vriesea brassicoides
Vriesea brassicoides là một loài thuộc chi Vriesea. Đây là loài đặc hữu của Brasil.